# Adela Popescu
Adela Elena Popescu (ur. 8 października 1986 w Șușani) – rumuńska piosenkarka i aktorka.

## Filmografia
- 2002-2003 – În familie (serial TV)
- 2004-2005 – Numai iubirea (serial TV, jako Alina Damaschin)
- 2005-2006 – Lacrimi de iubire (serial TV, jako Alexandra Mateescu)
- 2006 – Lacrimi de iubire (film)
- 2006 – Prea târziu (film)
- 2006-2007 – Iubire ca în filme (serial TV, jako Ioana Ionescu)
- 2007-2008 – Războiul Sexelor (serial TV)
- 2008 – Weekend cu mama (film)
- 2008-2009 – Îngeraşii (serial TV, jako Lia Damian)
- 2009-2010 – Aniela (serial TV)
- 2010-2011 – Iubire și Onoare(serial TV, jako Carmen Ionescu)
- 2011-2013 – Pariu cu viața(serial TV, jako Raluca Dumitrescu)
- 2014 – O Nouă Viață(serial TV, jako Raluca Dumitrescu)

## Dyskografia
- 2005 – Lacrimi de iubire
- 2006 – Iubire ca în filme
- 2008 – Răspunsul meu
- 2012 – Bun Rămas
- 2013 – Vraja ta
- 2013 – Fără tine